# Элеазар Аваран

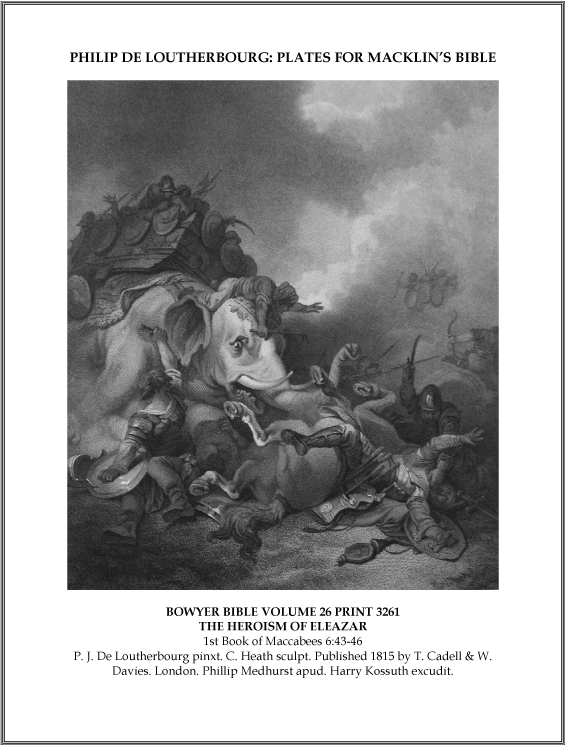
Героизм Элеазара, гравюра в Библии Маклина по картине Филипа Лутербурга, 1815 г.

Элеазар Аваран (Элазар Маккавей, Элеазар-Аваран, Элеазар Ауран, Сауран Иврит: אלעזר המכבי Eleazar HaMakabi, אלעזר החורני Eleazar HaChorani; умер в 162 году до нашей эры) - еврейский военный начальник. Так же известен как четвертый сын Маттафии, и младший брат Иуды Маккавея. Был убит в битве при Бейт-Закария во время восстания Маккавеев. Прославился благодаря своей необычной смерти. 

## Смерть
Согласно Первой книги Маккавеев (6: 43–4)6, во время битвы при Захарии Элеазар заметил боевого слона, который, как он предположил по особым доспехам, нес царя Селевкидов Антиоха V. Рискуя жизнью он напал на слона и вонзил ему в брюхо копье. Падающий слон раздавил Элеазара насмерть .
Небольшая еврейская армия потерпела поражение в битве. Иосиф Флавий писал, что Элеазар, хотя и убил многих вражеских солдат, не добился никакого реального эффекта, кроме того, что прославился. В другом свидетельстве этой истории, который появляется в хронике Мегиллат, тело Элеазара обнаружили в экскрементах слона 

## Происхождение прозвища

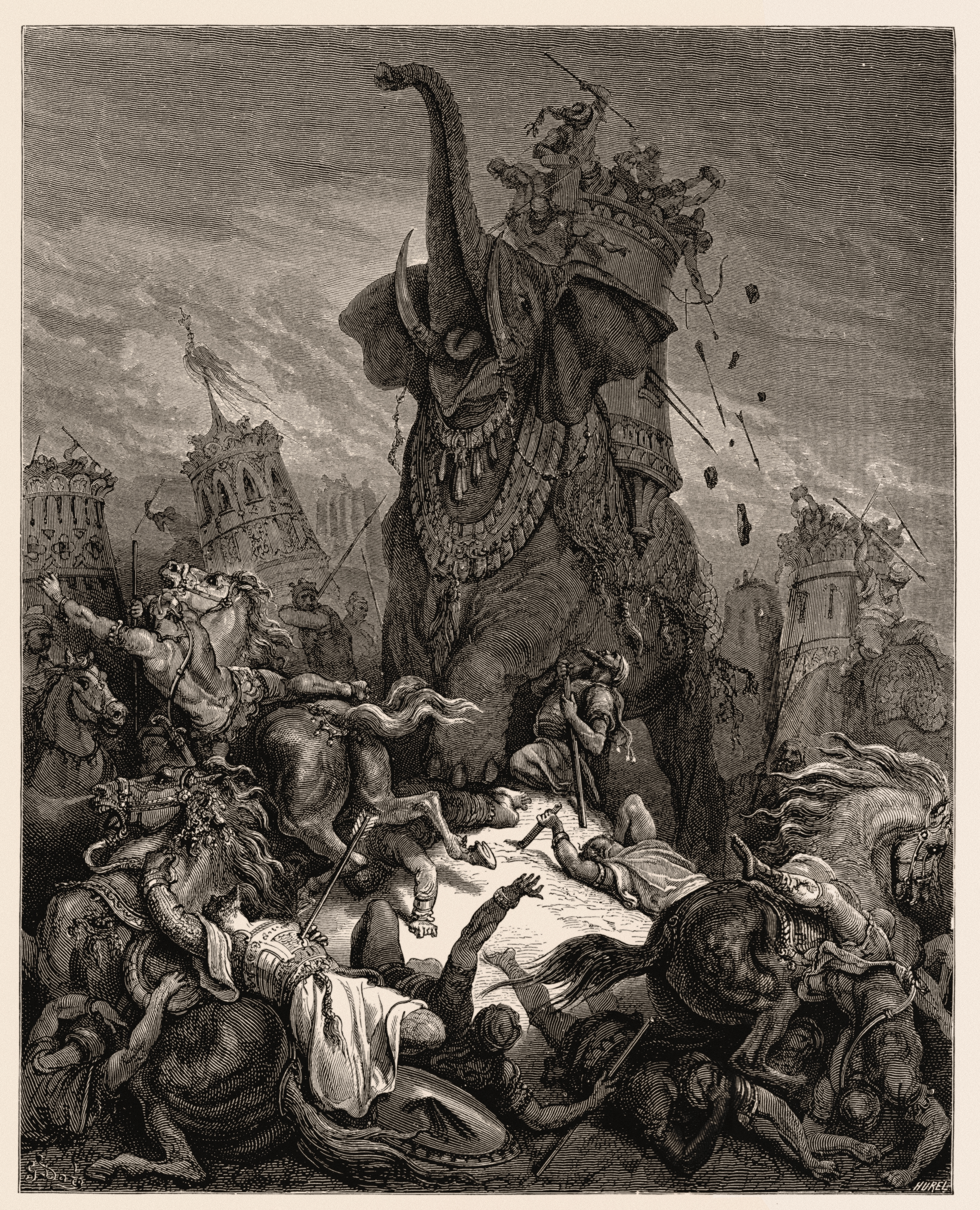
Смерть Элеазара, иллюстрация Гюстава Доре, 1866 г.

Всем членам семьи Маттафии были даны прозвища в дополнение к их личным именам. Например, Иуда получил имя «ха'Макаби», что означает «Молот». Элеазару было дано имя «Аваран» («Сауран»), что означало либо «Пронзающий» (в связи с его смертью) или «быть белым» (отсылка к его светлой коже) .

## Отражение в искусстве и память
Смерть Элеазара была популярной темой для искусства в Средние века, где она преподносилась как прообраз самопожертвования Христа. Художники часто пытались изобразить сюжет со слоном, однако большинство из них никогда его не видели и многие картины выглядели очень странными. 
Сюжет смерти Элеазара изображен на картине художников Гюстава Доре и Филиппа Лутербурга.
Иллюстрация сюжета встречается в рукописи "Зеркало" Humanae Salvationis.
Смерть Элеазара часто изображалась в различных изданиях Библии. Например в Библии Маклина.
Именем Элеазара названо израильское поселение Эльазар, недалеко от места битвы при Бейт-Закария. 
Его именем названы улицы в Иерусалиме и Тель-Авиве.